# Niecka śródsudecka
Niecka śródsudecka, depresja śródsudecka – rozległa jednostka geologiczna w centralnej części Sudetów. Położona jest między blokiem karkonosko-izerskim, metamorfikiem kaczawskim, depresją Świebodzic, blokiem sowiogórskim, strukturą bardzką, metamorfikiem kłodzkim, metamorfikiem Lądka i Śnieżnika, metamorfikiem bystrzycko-orlickim. Od południowego zachodu (w Czechach) ogranicza ją nasunięcie hronovskie. Pozostałe granice są w większości tektoniczne. Rozciąga się z północnego zachodu na południowy wschód, gdzie łączy się z Rowem Górnej Nysy.
Ma kształt niecki – warstwy skalne zapadają koncentrycznie do środka. Południowo-zachodnia część leży w Czechach.
Zbudowana jest ze skał osadowych i wulkanicznych, powstałych w okresie od dolnego karbonu do górnego permu. Są to przede wszystkim piaskowce, zlepieńce, mułowce, łupki ilaste, węgle kamienne i antracyty, wapienie, margle, a ze skał wulkanicznych: porfiry, melafiry i ich tufy.
Wyższe piętro strukturalne tworzą osady dolnotriasowe, a jeszcze wyższe utwory górnej kredy.
Najwyższe piętro tworzą utwory kenozoiczne.
Utwory budujące nieckę śródsudecką są w różnym stopniu odsłonięte, niektóre partie były udostępnione sztucznymi wkopami, m.in. szybami, sztolniami i chodnikami kopalń węgla kamiennego oraz barytu, kamieniołomami, a także przekopami i tunelami komunikacyjnymi (kolejowymi i drogowymi), inne tworzą rzadkie wychodnie. Z tych powodów były one różnie nazywane i do tej pory nie ma wśród geologów całkowitej zgody co do nomenklatury.
Najpowszechniej przyjęty podział utworów niecki śródsudeckiej jest następujący:
- formacja z Radkowa
- formacja ze Słupca
- formacja z Krajanowa
- formacja z Ludwikowic
- formacja z Glinika
- formacja z Żaclerza
- formacja z Białego Kamienia
- formacja z Wałbrzycha
- formacja ze Szczawna
- formacja z Lubomina
- formacja ze Starych Bogaczowic
- formacja z Sadów Górnych
- formacja z Nagórnika
- formacja z Figlowa
- formacja z Ciechanowic

Niecka śródsudecka buduje fragmentarycznie lub w całości podłoże: południowo-wschodniego skrawka Gór Kaczawskich, wschodnich fragmentów Rudaw Janowickich, Karkonoszy (Lasockiego Grzbietu), Kotliny Kamiennogórskiej, Gór Wałbrzyskich, południowej części Pogórza Wałbrzyskiego, Gór Kamiennych, południowych skrawków Gór Sowich, Wzgórz Włodzickich, Obniżenia Nowej Rudy, Obniżenia Ścinawki, Gór Stołowych oraz Kotliny Kłodzkiej i Rowu Górnej Nysy.